# Matthew Barney
Matthew Barney (San Francisco, 25 maart 1967) is een Amerikaanse beeldhouwer, multimedia- en installatiekunstenaar.

## Leven en werk
Barney werd geboren in San Francisco, maar groeide van 1973 tot 1985 op in Boise in de staat Idaho. Hij studeerde van 1985 tot 1989 aan de Yale School of Art van de Yale-universiteit in New Haven (Connecticut).
Hij werd uitgenodigd voor deelname aan DOCUMENTA IX van 1992 in de Duitse stad Kassel en vertegenwoordigde zijn land in het Amerikaanse paviljoen tijdens de Biënnale van Venetië van 1993 en 2003. Barney ontving in 1993 de Premio Europa in Venetië en in 1996 de Hugo Boss Prize van de Solomon R. Guggenheim Foundation in New York. In 2006 kreeg hij een overzichtstentoonstelling in het San Francisco Museum of Modern Art.
De kunstenaar woont in New York. Hij deelde 13 jaar het leven met de IJslandse zangeres Björk, die een rol speelde in de film Drawing Restraint 9. Ze hebben samen een dochter. Kunstcriticus Michael Kimmelman van de New York Times noemde Barney "een van de belangrijkste Amerikaanse kunstenaars van zijn generatie."

## Enkele werken/projecten
- Drawing Restraint - een nog lopend project
- Cremaster Cycle (1994-2002)
- De Lama Lâmina (2004/08)[1] - installatie, Beeldenpark van het Centro de Arte Contemporânea Inhotim in Brumadinho